# Nova Olímpia (Paraná)
Nova Olímpia est une municipalité brésilienne située dans l'État du Paraná.